# Fade to Black (film)
Fade to Black är en dokumentärfilm från 2004 om den amerikanska rapparen Jay-Z's karriär. Dokumentären är gjord runt tiden för hans album The Black Album. I dokumentären medverkar också flera andra kända namn från hiphop-scenen. Konserten i Madison Square Garden, som visas i filmen, var tänkt som Jay-Z's sista konsert, eftersom han hade gått ut med intentioner till att avsluta sin karriär.
Fade to Black visar de största delarna av konserten på Madison Square Garden, men visar även exempel på Jay-Z's framgång, och var han fått sin inspiration ifrån.

## Medverkande
- Jay-Z
- Anish Amin
- Memphis Bleek
- Mary J. Blige
- Foxy Brown
- Michael Buffer
- Diddy
- Common
- Damon Dash
- Michael Diamond
- Ghostface Killah
- Just Blaze
- Missy Elliott
- Funkmaster Flex
- Freeway
- R. Kelly
- Beyoncé
- Q-Tip
- Rick Rubin
- Beanie Sigel
- Slick Rick
- Questlove
- Timbaland
- Twista
- Kanye West
- Pharrell
- Usher
- Johnny Roland

## Låtar
- What More Can I Say
- Public Service Announcement
- Izzo (H.O.V.A.) (med Jaguar Wright)
- Knee Deep
- Nigga What, Nigga Who
- It's Hot
- Big Pimpin'
- Like A Pimp
- Dirt Off Your Shoulder (inspelningsmaterial)
- Hard Knock Life
- Notorious B.I.G./2Pac tribute (Hypnotize/Hail Mary/Ambitionz Az A Ridah/Mo Money, Mo Problems)
- You Me Him Her (med Beanie Sigel och Memphis Bleek)
- What We Do (med Beanie Sigel och Freeway)
- Roc The Mic (framförd av Beanie Sigel och Freeway)
- Is That Yo Chick (med Missy Elliott, Twista och Memphis Bleek)
- Pop Pop The Burner
- 99 Problems (inspelningsmaterial)
- Crazy In Love (med Beyoncé)
- Baby Boy (framförd av Beyoncé)
- Summertime (framförd av Beyoncé och Ghostface Killah)
- December 4 (inspelningsmaterial)
- Dead Presidents II
- Where I'm From
- Ain't No Nigga (med Foxy Brown och Jaguar Wright)
- Funky Worm (endast sampling)
- Lucifer (inspelningsmaterial)
- Can't Knock The Hustle (med Mary J. Blige)
- Song Cry (med Mary J. Blige)
- Me & My Bitch
- I Need Love
- Best Of Both Worlds (med R. Kelly)
- Take You Home With Me a.k.a. Body (med R. Kelly)
- Allure
- I Just Wanna Love U (med Pharrell)
- Encore
- December 4